# Toter Mann (Seulingswald)

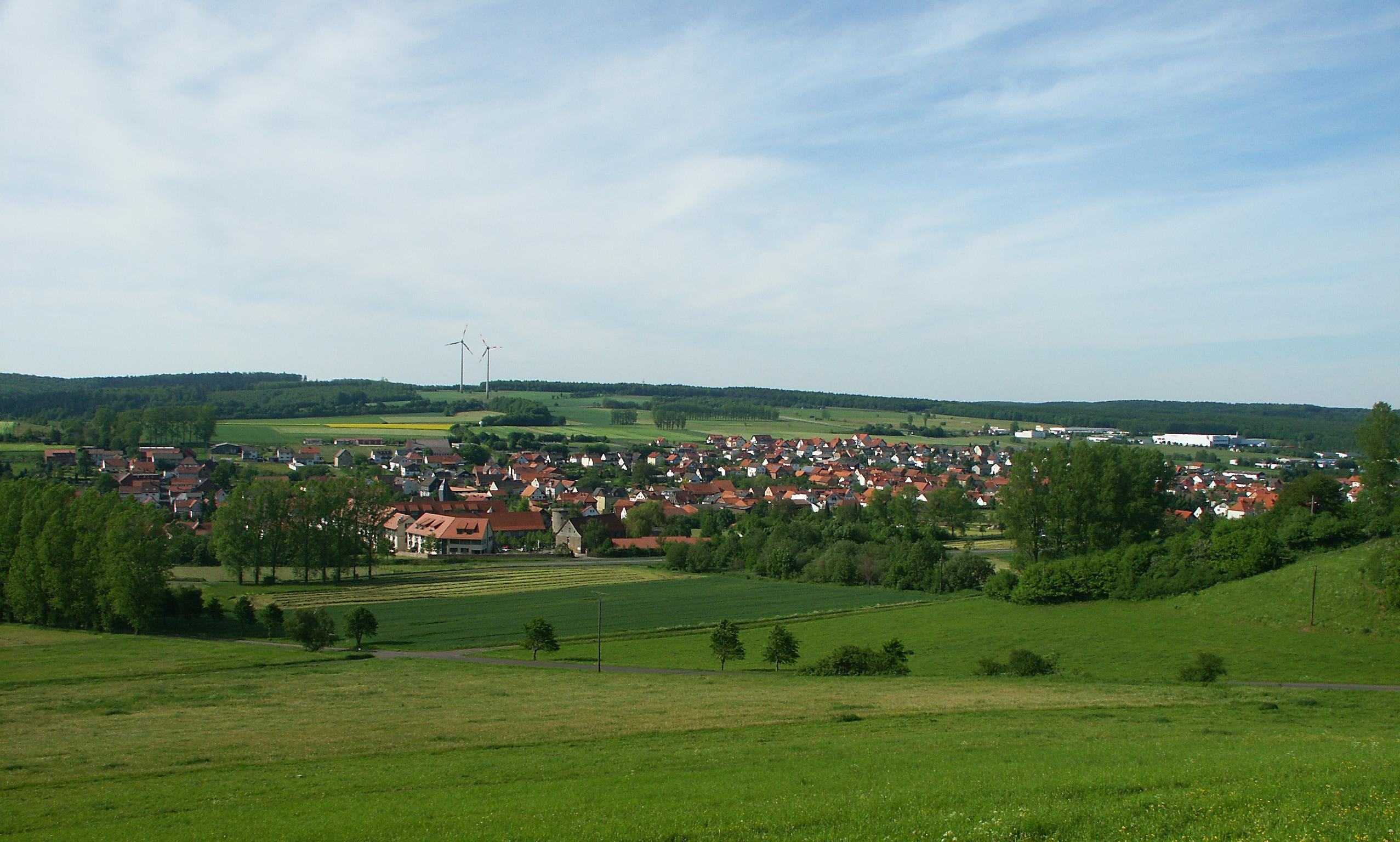
Blick von den Hängen des Dreienberges über Friedewald hinweg nach Norden zum Toten Mann

Der Tote Mann bei Friedewald im hessischen Landkreis Hersfeld-Rotenburg ist mit 480,3 m ü. NHN der höchste natürliche Berg im Seulingswald. Dieses kleine Mittelgebirge ist der südlichste Ausläufer des Fulda-Werra-Berglandes.

## Geographie

### Lage
Der Tote Mann liegt im südlichsten Bereich des Seulingswaldes. Sein Gipfel befindet sich 2,5 km nördlich von Friedewald und gehört zu dessen Ortsgemarkung. Der Südwesthang liegt in der Gemarkung von Kathus, einem nahe der Solz befindlichen Ortsteil von Bad Hersfeld. Der Westhang befindet sich in der Gemarkung des 3,8 km nordwestlich vom Gipfel gelegenen Meckbach, einem am Fulda-Zufluss Meckbach befindlichen Ortsteil von Ludwigsau. Der Nordosthang liegt in der Gemarkung von Ronshausen, das vom Fulda-Zufluss Ulfe durchflossen wird. Das zu Ronshausen gehörende Landgut Faßdorf im Tal des Breitenbachs liegt 4,1 km (jeweils Luftlinie) nördlich des Gipfels.
Auf dem Westhang des Berges entspringt der Fulda-Zufluss Meckbach mit vielen oberen Zuläufen (z. B. Kirchgrund, Sälig, Finstertal). Östlich und nördlich des Berges verläuft der Ulfe-Zufluss Breitenbach. Auf dem Südwesthang entspringt der Solz-Zufluss Breitzbach.

### Naturräumliche Zuordnung
Der Tote Mann gehört in der naturräumlichen Haupteinheitengruppe Osthessisches Bergland (Nr. 35), in der Haupteinheit Fulda-Werra-Bergland (357) und in der Untereinheit Solztrotten- und Seulingswald (357) den Naturraum Seulingswald (357.20).

## Schutzgebiete
Auf der Ostnordostflanke des Toten Mann liegen Teile des Landschaftsschutzgebiets Seulingswald (CDDA-Nr. 378688; 1979 ausgewiesen; 30,2656 km² groß). Auf dem Berg befinden sich solche des Fauna-Flora-Habitat-Gebiets Seulingswald (FFH-Nr. 378688; 23,2315 km²).

## Verkehr und Wandern
Den Toten Mann erreicht man auf der Kreisstraße 1, die in Ludwigsau von der Bundesstraße 27 abzweigt und in Richtung Osten nach Meckbach führt, um dort als Stichstraße zu enden, und auf der K 2, die in Sorga von der B 62 abzweigt und auch als Stichstraße in Richtung Nordosten nach Kathus verläuft. Von Norden führt die K 69 auf den Berg zu, die in Ronshausen von der Landesstraße 3251 abzweigt und als Stichstraße nach Faßdorf verläuft. Von Friedewald aus erreicht man den Berg über einen Feldweg, der in nordnordwestlicher Richtung aus dem Dorf führt und die Bundesautobahn 4 überquert. Die Autobahn führt südöstlich Berges nahe dem Stangenrück (465,7 m) auf maximal etwa 445 m Höhe und damit nur etwa 35 Höhenmeter unterhalb seines Gipfels vorbei; hier befindet sich auch die Anschlussstelle Friedewald. Dort stehen zwei Windkraftanlagen. Hier verläuft auch der Waldhessen Radweg R13, der von Sontra nach Neukirchen führt. Zum Beispiel am Ende der vorgenannten Stichstraßen beginnend, kann der Berg auf vielen Wald- und Wanderwegen aufgesucht werden.